# Airport CEO
Airport CEO is een bedrijfssimulatiespel ontwikkeld door Apoapsis Studios. Het spel kwam op 28 september 2017 in vroegtijdige toegang uit op Steam.

## Spel
Het spel is een 2D-top-downperspectief-simulatiespel waarin het de bedoeling is een vliegveld te maken en te onderhouden. De speler moet diverse onderdelen beheren zoals het bouwen van start- en landingsbanen, terminals, restaurants, winkels en bagagesystemen, het plannen van vluchten, en het in dienst nemen van personeel. Daarnaast heeft de speler ook controle over financiën.